# يونغ دولف
يونغ دولف (بالإنجليزية: Young Dolph) هو رابر ومغني وكاتب أغاني أمريكي، ولد في 11 أغسطس 1985 في شيكاغو في الولايات المتحدة.

## روابط خارجية
- يونغ دولف على موقع IMDb (الإنجليزية)
- يونغ دولف على موقع ميتاكريتيك (الإنجليزية)
- يونغ دولف على موقع روتن توميتوز (الإنجليزية)
- يونغ دولف على موقع ميوزك برينز (الإنجليزية)
- يونغ دولف على موقع أول ميوزيك (الإنجليزية)
- يونغ دولف على موقع ديسكوغز (الإنجليزية)